# Nedělní klid
Nedělní klid a sváteční klid je křesťanská nábožensko-sociální tradice, v některých státech též oficiální veřejnoprávní opatření spočívající v zákazu určitých činností, například maloobchodního prodeje, o nedělích a svátcích. Křesťanská tradice je modifikací židovského šabatu (na původní slavení soboty kladou důraz též Adventisté sedmého dne), v moderní sekulární době je ochrana nedělního klidu v tradičně křesťanských zemích prezentována též jako sociální opatření k zajištění odpočinku zaměstnanců či ochraně rodinného života.

## Historie
Už v roce 321 nařídil římský císař Konstantin I. Veliký dodržování nedělního klidu s výjimkou rolnických prací. Nedělní klid zavedl také císař Josef II. v habsburské monarchii. V roce 1835 bylo zakázáno vypravovat na železnici nákladní vozy o nedělích a svátcích před devátou hodinou ráno. Od roku 1885 obsahoval rakouský živnostenský řád ustanovení, že v neděli má být přerušena veškerá živnostenská činnost s výjimkou čištění a udržování živnostenských místností a zařízení; jednotliví ministři však mohli dovolit živnostenskou činnost v neděli s přihlédnutím k charakteru jednotlivých živností, jestliže nebylo možné provozování živnosti přerušit nebo pokud to vyžadovaly potřeby konzumentů nebo veřejné dopravy. Takto byla povolena činnost ve 28 oborech včetně obchodu.

## České právo
Český zákoník práce 262/2006 Sb. stanoví v § 92, že jestliže to umožňuje provoz zaměstnavatele, stanoví se nepřetržitý odpočinek v týdnu (v trvání alespoň 35 hodin, u mladistvých 48 hodin) všem zaměstnancům na stejný den a tak, aby do něho spadala neděle. § 118 stanoví, že za dobu práce v sobotu a v neděli přísluší zaměstnanci dosažená mzda a příplatek nejméně ve výši 10 % průměrného výdělku. Je však možné sjednat jinou minimální výši a způsob určení příplatku. Za práci ve svátek přísluší zaměstnanci náhradní volno anebo příplatek nejméně ve výši průměrného výdělku. Podle § 126 zaměstnanci odměňovanému platem přísluší za hodinu práce v sobotu nebo v neděli příplatek ve výši 25 % průměrného hodinového výdělku.
Obecně závazné předpisy státu žádné obecné nedělní omezení neobsahují, obecní vyhlášky však mnohde omezují například hlučné činnosti, které by mohly obtěžovat ostatní (používání sekaček na trávu, strojové řezání dřeva atd.).